# Rachispoda forficula
Rachispoda forficula är en tvåvingeart som beskrevs av Wheeler 1995. Rachispoda forficula ingår i släktet Rachispoda och familjen hoppflugor. Inga underarter finns listade i Catalogue of Life.